# Барбудо жовтодзьобий
Барбудо жовтодзьобий (Trachyphonus purpuratus) — вид дятлоподібних птахів родини лібійних (Lybiidae).

## Поширення
Вид поширений в Центральній Африці від Нігерії на південь до Анголи та на схід до Кенії. Живе у тропічних первинних лісах з густим підліском, старих вторинних лісах та галерейних лісах. Трапляєиться, переважно, на низовинах, але у Західній Кенії поширений на висотах до 2400 над рівнем моря.

## Спосіб життя
Трапляється групами з 4-5 птахів. Живиться комахами і плодами. Гніздиться у дуплах дерев. Відкладає два-чотири білих яйця.